# Jorge Curi (poeta)
Jorge Curi ( Salto), Uruguay, 4 de junio de 1895 – Buenos Aires, Argentina, 10 de enero de 1972 ) fue un letrista y poeta que escribió, entre otras, las letras de los tangos Noche de Reyes y Corrientes que grabara Carlos Gardel.

## Actividad profesional
Desde joven se interesó por el arte, como actor aficionado intervino en los cuadros filodramáticos llamados Florencio Sánchez y Guardia Joven, y estuvo vinculado al ambiente del tango, recordándosele especialmente como amigo del violinista y compositor Ernesto Ponzio (Pibe Ernesto) cuyo mal carácter provocó varios incidentes en los que Curi quedó involucrado.
Su primera letra conocida fue el estilo Rebeldía (1920) a quien puso  música su amigo del barrio porteño de Almagro, Manuel Pizarro. Suya también es la letra del tango Noche de Reyes al que puso música Pedro Maffia, que ganó el primer premio 1927 tangos con letra y música en los concursos de Max Glücksmann fueron organizados por la discográfica  ‘Nacional’, perteneciente a la compañía fonográfica propiedad de Max Glücksmann que se llevaron a cabo a partir de 1924 en las ciudades de Buenos Aires y de Montevideo otorgando premios discernidos por el público a los autores y compositores de las obras ganadoras; Gardel  grabó en 1927 Noche de reyes.
Otros tangos con letra de Curi que grabó Gardel fueron Corrientes, que tiene música de Ángel Danesi; Te aconsejo que me olvides con música de Maffia; Machete que musicalizó José Guillermo Basadoni y Culpas ajenas, inspirada en la estadía en la cárcel que acababa de terminar Ponzio, que musicalizó la obra Por su parte Ignacio Corsini grabó varios de sus temas, entre los que se encuentran En un rincón de La Boca y En la cortada.
Curi falleció en Buenos Aires el 10 de enero de 1972.